# Раньше я был рыбой
I Used to Be a Fish (дословно — «Раньше я был рыбой») — книга, написанная Томом Салливаном для детей от 4 до 8 лет.

## Описание
По сюжету мальчик воображает, что его любимая рыба рассказывает ему историю эволюции.
Книга состоит из 48 страниц и нарисована в 3 цветах: красном, синем и белом. Некоторые обозреватели описали её как похожую на стиль доктора Сьюза из-за простого стиля рисования и абсурдности сказки. I Used to Be a Fish включает временную шкалу и примечание автора в конце для детей старшего возраста или родителей, которым нужен материал для дальнейшего обсуждения.

## Производство
Автор и иллюстратор книги, Том Салливан, был графическим дизайнером-фрилансером. Идея книги пришла к нему в ходе другого проекта: «Я думал о млекопитающих, рептилиях и яйцах, когда дошёл до лягушек. Я начал задаваться вопросом, как лягушка, которая раньше была головастиком, описала бы этот опыт, и название для другой истории просто пришло мне в голову».

## Критика
School Library Journal пишет: «В этом увлекательном введении в концепцию эволюции невидимый рассказчик описывает, как он превратился из рыбы в наземное животное и дальше, в конце концов став современным мальчиком в конце книги. Простые, выразительные мультяшные рисунки изображают каждый этап с целью и юмором. <…> Хотя эта причудливая история явно вдохновлена эволюцией, она не является попыткой точно представить научный процесс, как подтверждает примечание автора».
The Horn Book Magazine отмечает, что «незамысловатая мультяшная рыба наводит на размышления об истории эволюции человека. Текст причудливо прослеживает рыбу в воде, которая „устала плавать“ на всём пути своей эволюции, до человеческого мальчика, который умеет летать. <…> Чтобы быть полностью в теме, не пропускайте очень важное примечание автора».
Издание Kirkus Review пишет: «Эволюция, конечно, очень сложная тема, и Салливан поясняет, что написал „вымышленную историю, вдохновленную наукой об эволюции“. <…> В то время как книга визуально привлекательна, сюжет очень небольшой и вряд ли вызовёт потребность в перечитывании».